# Język gunijandi
Język gunijandi (gooniyandi, gunian) – zagrożony wymarciem język australijski z rodziny bunabańskiej. Pozostało kilkadziesiąt osób, głównie w podeszłym wieku, mieszkających w miejscowościach jak: Gogo, Fossil Downs, Louisa i przy rzece Margaret.